# Amita Nisatta
Amita Nisatta, tidigare Ingrid Wagner, född 1910, död 2001, var en svensk buddhistisk nunna som räknas som Sveriges första.
År 1952 reste hon tillsammans med maken Karl-Henrik Wagner till Indien och senare Nepal. Där ordinerades hon som buddhistisk nunna och fick namnet Amita Nisatta medan han fick namnet Anagarika Sugato. Han är ämnet för boken Bird of Passage som innehåller en beskrivning av deras tid i Indien och Nepal.
Hon bodde i Stockholm och var lärare. Under tidigt 1970-tal började hon formell buddhistisk verksamhet i Sverige genom att skaffa föreningen Buddhismens vänner. Sedan var hon med och grundade Sveriges Buddhistiska Union i början av 1980-talet. Hon höll även brevkontakt med Dalai Lama.
Författaren Annakarin Svedbergs bok Andlighet och kärlek - ett kunskapsäventyr handlar om Amita Nisattas liv.